# Plaza de toros de Segovia
La plaza de toros de Segovia está catalogada como plaza de segunda categoría. Fue uno de los edificios monumentales de importancia y representatividad de la ciudad, como indican numerosos grabados y estampas.

## Historia
Anteriormente a la creación del coso los festejos taurinos se celebraban en la plaza mayor de la localidad. Se obtuvo la licencia para la construcción de la plaza en 1801 celebrándose la primera corrida de toros en 1803 sin que el edificio llegara a finalizarse completamente. La plaza se inauguró en el año 1805, pero se desconoce fecha exacta, y se consideró en ruina ya en 1814 y en 1840. Fue rehabilitada entre 1990 y 1995, después de diversos intentos por parte de los sucesivos arquitectos municipales Miguel Arévalo (1856), Joaquín Odriozola (fin del siglo XIX) y Francisco Javier Cabello  Dodero (1916).
En los últimos años ha sido usada en la fecha tradicional del día grande de las fiestas de Segovia el 29 de junio, llegando a pasar en los últimos años figuras de la talla de Alejandro Talavante, Morante de la Puebla o José María Manzanares.[cita requerida]

## Características
La plaza de toros de Segovia fue construida de ladrillo y mampostería, todavía se sigue manteniendo el diseño de la construcción a pesar de la antigüedad de la plaza y de los años que estuvo en dejadez. En varias ocasiones se ha replanteado hacer una remodelación en la plaza para poder albergar otros tipos de eventos aparte de los festejos taurinos. Cuenta con un aforo de 7000 espectadores.

## Feria taurina
Los festejos taurinos se vienen celebrando tradicionalmente con motivo de la feria de san Pedro a finales de junio.